# Нулевой километр (фильм, 2007)
«Нулевой километр» — российский фильм Павла Санаева, который вышел на экраны кинотеатров 25 октября 2007.

## Сюжет
Константин и Олег приезжают в Москву из провинции. Костя надеется стать профессиональным клипмейкером. Олег — обрести «статус» и осесть в столице. Они становятся друзьями, однако, во всем поддерживая друг друга, каждый идёт своей дорогой.
Случай сводит их с предпринимателем Шепиловым. Он сразу обращает внимание на талант Олега уговаривать людей делать то, что им не нравится. Шепилов предлагает ему работу в риэлтерской компании. Дело осложняется тем, что Костя влюбляется в балерину Алину, бывшую невесту Шепилова, которую тот надеется вернуть.
Шепилов отменяет выступление Алины, которое должно стать определяющим в её карьере. Но Костя снимает видеоклип Алины, который та отправляет в Лондон, и в скором времени ей предлагают подписать контракт.
Однако теперь Алина стоит перед выбором: любовь или карьера. Ведь одно из условий контракта — разорвать отношения с Костей. Косте также приходится выбирать — уехать с Алиной или принять предложение известного продюсера и осуществить свою мечту. Олег должен решить, что для него важнее — дружба или «статус».
Олегу становится известно, что то дело, из-за которого он отвернулся от друга, буквально замешано на крови… Олег в опасности, единственный человек, который может помочь ему — Костя. Но Костя, также как и Алина, — потенциальный свидетель в деле Шепилова, и за ними уже началась охота. Теперь Костя должен спасти не только себя и свою любимую девушку, но и друга, который его предал. Он имитирует гибель Олега, Шепилов узнаёт о смерти и прекращает его поиски. Олег же уезжает на родину. Алина решается и остаётся с Костей, не подписав контракт.

## В ролях
| Актёр               | Роль             |
| ------------------- | ---------------- |
| Светлана Ходченкова | Алина            |
| Александр Лымарев   | Костя            |
| Константин Крюков   | Артур            |
| Иван Жидков         | Олег             |
| Дмитрий Нагиев      | Сергей Борисович |
| Юрий Цурило         | Бондарёв         |
| Елена Санаева       | Ольга Сергеевна  |
| Александр Ефимов    | Шепилов          |
| Андрей Малахов      | камео            |
| Фёдор Бондарчук     | камео            |
| Елена Кутырёва      | Суслик           |
| Сергей Зарубин      | Глен Смолвуд     |
| Михаил Полицеймако  | Стас             |
| Наталья Симакова    | Вика             |

## Награды
В 2008 году Александр Лымарёв получил приз «Золотая Звезда» общественного жюри XVI кинофестиваля «Созвездие» гильдии актёров России в номинации «За лучшую мужскую роль» за роль Кости.